# Crónica de Nóvgorod

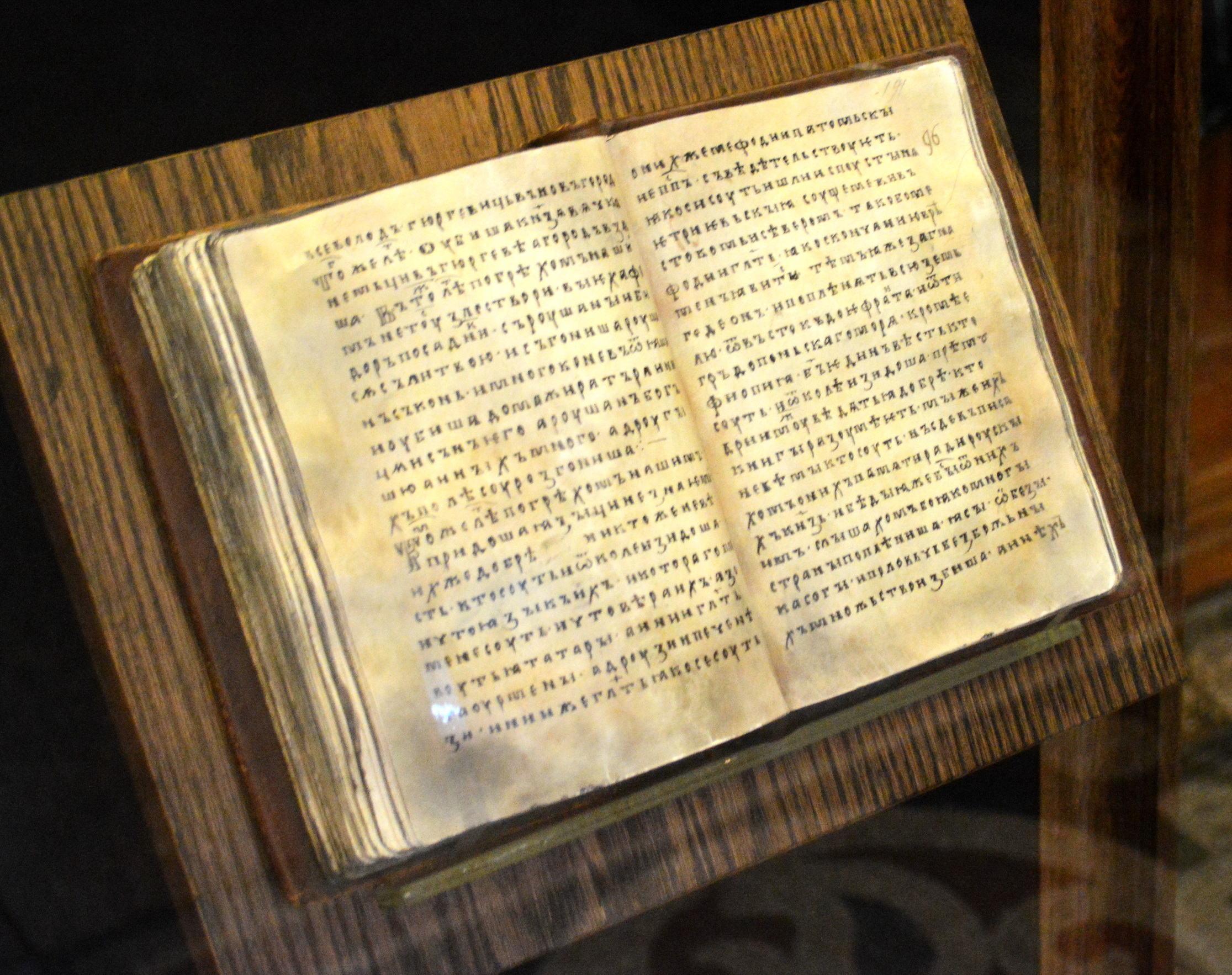
La copia del Sínodo de la Crónica de Nóvgorod de los s. XIII-XIV.
Museo Estatal de Historia de Moscú.

La Primera Crónica de Nóvgorod (ruso: Новгородская первая летопись) o Crónica de Nóvgorod, 1016-1471 es la crónica más antigua existente de la República de Nóvgorod y está escrita en antiguo eslavo oriental. Refleja una tradición diferente de la Crónica de Néstor. Como demostró Alekséi Shájmatov, las últimas ediciones de esta crónica reflejan el Códice Primario de Kiev —o crónica prenestoriana (Начальный Киевский свод)—, que no se ha conservado, de finales del siglo XI, que contenía datos valiosos suprimidos en la elaboración posterior de la Crónica de Néstor. 
La copia más antigua existente es la llamada del Sínodo, fechada en la segunda mitad del siglo XIII, impresa por primera vez en 1841 y preservada en el Museo Estatal de Historia. Es el manuscrito más antiguo de una crónica eslava del este, precediendo a la copia de la Crónica de Néstor en el Códice de Laurencio en casi un siglo. En el siglo XIV, esta copia fue continuada por los monjes del Monasterio de Yúriev de Nóvgorod.
Otras copias importantes de la Crónica de Nóvgorod incluyen la Académica (1444), la de la Comisión (mediados del siglo XV), la de la Trinidad (1563) y la de Tolstói (década de 1720).

## Ediciones en línea
- The Chronicle of Novgorod 1016-1471. Intr. C. Raymond Beazley, A. A. Shakhmatov (London, 1914)
- Pdf scans of the text, in modern spelling
- Foreword and text (2000 edition)
- Foreword and text (1950 edition)

- Datos: Q2297698
- Multimedia: Novgorod First Chronicle / Q2297698